# 証拠物件399

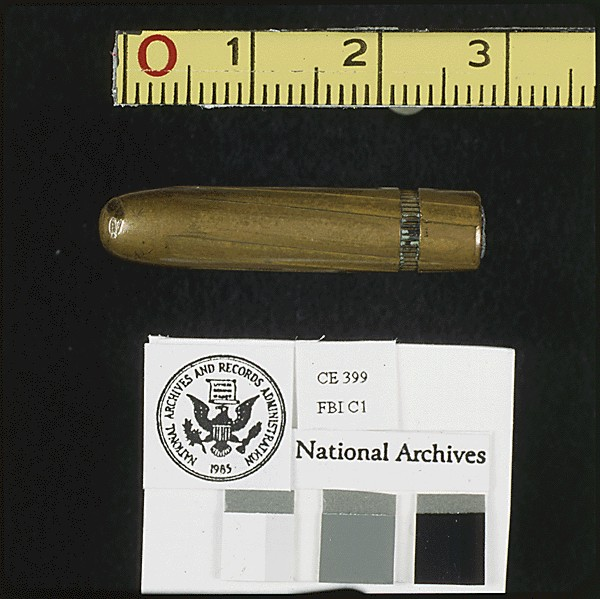
証拠物件399を横から見た画像。大きな変形は見られない

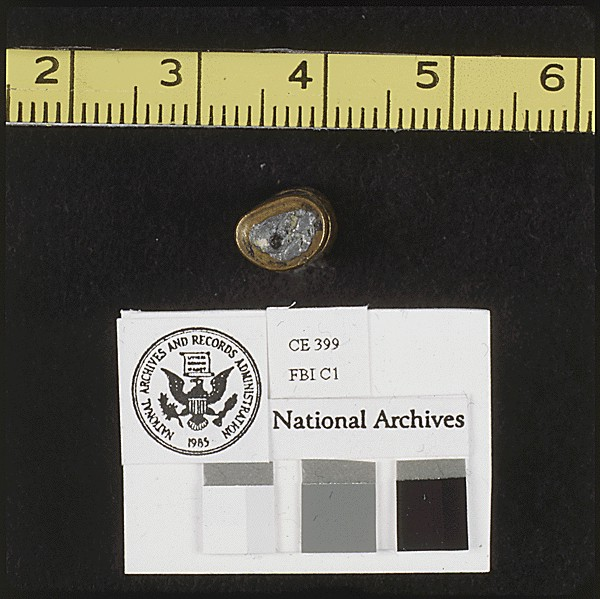
証拠物件399を後方から見た画像。大きく変形している

証拠物件399（しょうこぶっけん399, Warren Commission Exhibit 399, 略して"CE 399"）は、1963年11月22日のケネディ大統領暗殺事件において、リー・ハーヴェイ・オズワルドがジョン・F・ケネディとテキサス州知事ジョン・コナリーを銃撃したとされる6.5×52mm カルカノ弾である。

## 概要

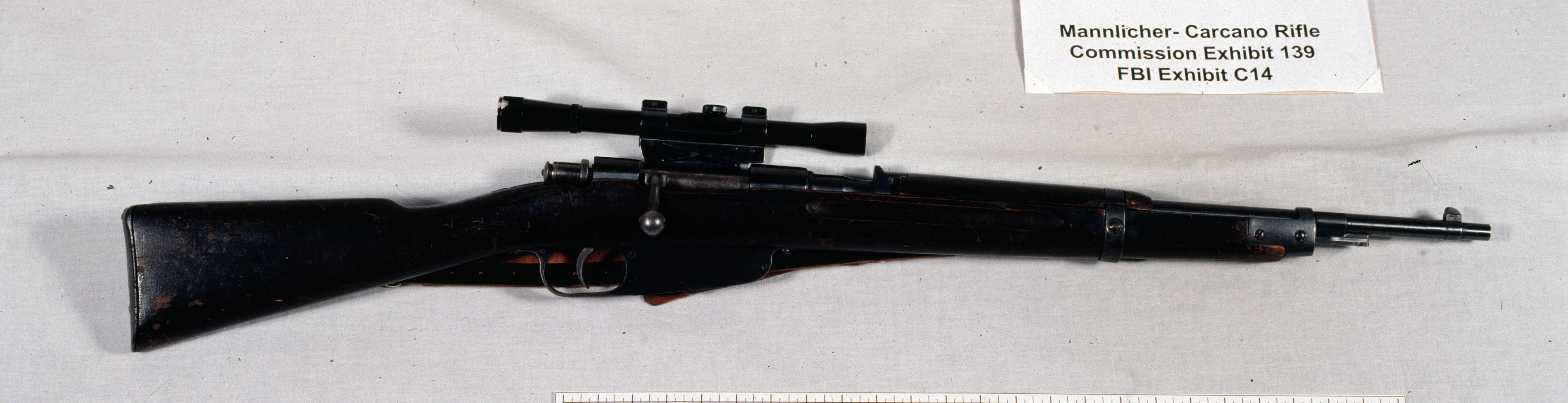
オズワルドが狙撃に使用されたとされるカルカノM91/38。日本製のスコープが装着されている

担架（stretcher）から発見された銃弾は、垂直方向（銃弾の進行方向）には変形せず、水平方向には圧縮されたように変形していた。弾頭部分は損傷していなかった。銃弾を発射した銃はイタリア製ライフル銃「カルカノM91/38」とされる。
ウォーレン委員会はオズワルドが勤務していた教科書倉庫の6階で3つの薬莢が発見されたことおよび5階の窓際にいた同僚3人の証言から、発砲は3発とし、ケネディとコナリーは別々の銃弾で傷つけられたのではなく、両者とも同じ銃弾で傷ついたとするのが適当だとした。この説は「Single bullet theory」として知られる。また、大統領専用車からは別の銃弾の破片が回収されており、証拠物件CE567及びCE569と呼ばれている。回収された弾丸は2発分である。
オズワルドが狙撃した3発の弾丸は1つはケネディの頭部に命中し、1つは通行人を負傷させた。残る1つがケネディとコナリーに7つの傷を与えたとされる。

## 魔法の銃弾

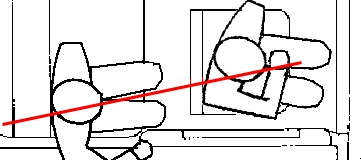
ウォーレン委員会の報告による致命傷を与えた銃弾の軌道
後部に座っているのがケネディ大統領、前に座っているのがコナリー知事

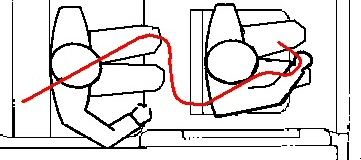
陰謀論者が問題視する「魔法の弾丸」

「魔法の銃弾(Magic Bullet)」とは、証拠物件399の弾丸ではケネディ大統領およびコナリー知事の負傷が説明できないと主張する陰謀論者がウォーレン委員会の説明を揶揄するのに用いる言葉である。
オズワルドがビルの6階から発射した弾丸はケネディ大統領の首の後ろ、右肩下あたりに命中した。体内に侵入した弾丸は喉頭隆起下から体外に出る。その後軌道を右に変え、車の真ん中に座っていたコナリー知事の右肩に命中。知事の体内を下に移動し右胸部を貫通し、上げようとしていた右手首を貫き、さらに左大腿部に食い込んだ。陰謀論者はこのような弾丸の軌道はありえないと主張するが、ケネディとコナリーの体の向きを考慮すると問題なく説明できる。

## 弾道直線説
ケネディとコナリー知事の体の配置を少し変えれば不思議ではないとする説がある。また、ザプルーダー・フィルム223コマ目における二人の身体の位置を再現し、カルカノ銃を使用した銃弾の発射実験では銃創は一直線の弾道とほぼ一致した。当時のニューズウィークに掲載された図では弾丸は直線に描かれていた。そもそもの弾道検査が、ケネディ大統領が猫背気味であったことを考慮していない杜撰なもので、角度の判定が不正確であった。

## 回転説
銃弾の入り口とされるコナリー知事の背部（右半身）の傷は、出口とされる胸部（右半身）の傷より小さかった。銃弾の入り口とされる右手首（甲側）の傷は出口（掌側）よりも大きかった。この問題について、胸部を貫通した銃弾が回転し、前後逆に手首に侵入したとする「回転説（Tumbling Theory)」がある。コナリー知事の背中の傷は、縦に長い「鍵穴(キーホール)」型であることも回転説でないと説明が困難である。